# Presa mortale 5 - Scontro letale
Presa mortale 5 - Scontro letale (The Marine 5: Battleground) è un film del 2017 diretto da James Nunn.
È il quinto della serie statunitense The Marine, il terzo nel quale il protagonista è The Miz nei panni di Jake Carter, dopo Presa mortale - Il nemico è tra noi e The Marine 4: Moving Target. È il primo film della serie non prodotto dalla 20th Century Fox. In Italia, il film è stato doppiato e distribuito su piattaforme di streaming a pagamento.

## Trama
L'ex detenuto Cole e il suo complice Taylor uccidono il leader della banda Rodrigo in una sparatoria. La banda, sentendo lo sparo, si precipita fuori dal bar e spara al camion, ferendo mortalmente Taylor e ferendo Cole mentre si dirigono verso il parcheggio vicino al parco divertimenti, facendo una chiamata di emergenza. Infuriati, i motociclisti iniziano a inseguire il camion.
Nel frattempo, l'ex marine Jake Carter, che ora lavora come paramedico, con la sua collega Zoe, salva una donna di nome Ana dopo che una gru che trasportava mattoni cade sulla sua auto; muore poco dopo a causa della troppa perdita di sangue. Mentre partono, ricevono una chiamata di soccorso proveniente dal parcheggio.
Entrambi arrivano al parcheggio e trovano Cole ferito e Taylor morto, ma tre membri della banda arrivano e li intercettano. Tentano di fuggire con il camion di Cole ma il motore viene distrutto dagli spari e fuggono a piedi. Un altro membro della banda, Alonzo, ordina di arrendersi a chi ha sparato a Rodrigo o verranno per ucciderli. Deducendo a Cole di aver perso molto sangue, Zoe convince Carter a stabilizzare le sue condizioni. Mentre torna al camion per recuperare il kit medico che è stato lasciato alle spalle, un membro della banda, Murphy, lo intercetta ma Carter la uccide, pugnalandola nel petto: nel frattempo Zoe crea un diversivo per consentire a Cole di nascondersi in sicurezza ma viene fatta cadere per terra e presa ostaggio di Deacon.
A due piani di distanza, Alonzo tiene sotto tiro Zoe, minacciando di ucciderla se Carter non si arrende insieme all'uomo responsabile della morte di Rodrigo. Carter usa il cadavere di Taylor come esca e lo presenta ad Alonzo e Deacon, che liberano Zoe. Dopo che entrambi i membri della banda se ne sono andati, pensando che quell'uomo sia l'unico responsabile della morte di Rodrigo, Zoe chiama Carter chiedendogli di slegarle le mani. Alonzo e Deacon, anticipando che ora potrebbero sbarazzarsi di entrambi i paramedici, sparano a Zoe in testa ma Carter trova riparo.
In quel momento arriva il leader del gruppo Vincent e Alonzo conferma il lavoro fatto ma Vincent sostiene che c'erano due uomini. Alonzo inizia quindi a cercare il secondo uomo e richiede il backup. Mentre Carter torna da Cole, viene intercettato da un altro membro della banda. Durante il successivo combattimento, Cole riesce a iniettargli la morfina e Carter lo finisce con un'ascia e si nascondono nell'ascensore.
Carter interroga Cole sul perché i membri della banda di motociclisti lo inseguono. Cole confessa di aver ucciso il loro capo e di averlo fatto per proteggere la figlia di cinque anni e rivela che il motivo era un debito. L'uomo che ha ordinato l'uccisione era uno dei motociclisti.
Dopo che Carter ha ucciso un altro motociclista, riescono a fuggire dal parcheggio: ne segue una sparatoria al parco, in cui apparentemente sembra che a morire sia Carter. Cole viene rintracciato da Alonzo e lo tortura verbalmente. Cole sottolinea che Vincent lo aveva costretto a uccidere Rodrigo e se non l'avesse fatto la sua famiglia sarebbe stata in pericolo. Vincent spiega che Rodrigo era "debole" e stringeva alleanze con altre bande. Un Alonzo tradito trafigge brutalmente Vincent ma il fratello di quest'ultimo, Cash, lo ferma e lo pugnala più volte a morte, dicendo che lo sta facendo per la 'Legione Perduta' e anche allora voleva uccidere Cole. Recuperato dalle ferite da arma da fuoco, Carter salva Cole in un'ambulanza, non prima che uccidessero i motociclisti rimanenti, incluso Cash. Si dirigono verso un cantiere per chiedere assistenza medica.
Alonzo li individua e ferisce brutalmente Carter con un pugno mentre Cole arriva verso il tetto. Alonzo affronta Cole ma appare Carter e lo butta giù dall'edificio. Mentre scendono dall'edificio, le squadre di medici arrivano e curano Cole. Carter dice a Cole che dovrà informare la polizia dell'intero incidente e che tornerà in prigione. Cole ringrazia Carter per avergli salvato la vita e afferma che può almeno vedere crescere sua figlia.